# Заша Шмиц
Заша Шмиц (на немски: Sascha Schmitz, роден на 5 януари 1972 г. в град Зост, провинция Северен Рейн-Вестфалия, Германия), по-известен като Sasha, е германски певец и текстописец. От 2003 до 2005 г. използва псевдонима Дик Брейв (Dick Brave).

## Биография
Музикалната си кариера започва като вокал на училищна група на име Junkfood. Тя записва няколко песни заедно, но не привлича вниманието на музикалните компании и групата бързо се разпада. Тогава продуцентите на германския рапър Der Wolf го назначават като съпровождащ музикант (беквокал) за изпълнението на хита "Gibt's Doch Gar Nicht" (Не е истина просто), успех, затвърден с втората му официална изява, на песента Wannabe Your Lover (Искам да съм твой любовник), в сътрудничество с Йънг Диней.
През 1998 г. Заша се отказва да учи немски език и спортове заради голямото си желание да стане професионален певец. Подписва договор с Warner Music и за втори път дуира с Диней за втория проект, "I'm Still Waitin'" (Все още чакам), водещата песен в дебютния му албум Dedicated to ... . Издаден през есента на 1998 г., албумът достига 4-то място в германската класация за албуми, а впоследствие регистриран като платинен. Песните If You Believe (Ако вярваш), We Can Leave the World (Можем да оставим света) and I Feel Lonely (Чувствам се самотен) също стават хитове от челната десетка.
През 2000 и 2001 г. Заша издава албумите ... You (... Ти) and Surfin' on a Backbeat. Хитовете от първия албум надвишили успеха от дебюта си, като повече пари са събрани от излъчвания в ефир, отколкото от продажби. През това време Заша е удостоен с няколко награди, включващи Bambi и ECHO за „Най-добър дебютант“.
През 2003 г. се включва като вокал в рокабили групата Dick Brave & The Backbeats. Зародила се като шега, успехът въодушевява групата да направи цял албум, "Dick This!" става първия запис номер 1 на изпълнителя. Албумът също така съдържа добра преработка на песента от 1961 г. Take Good Care of My Baby, първоначално написана от Карол Кинг и Гери Гофин и изпълнявана от Боби Вий. През ноември 2004 г. проектът е прекратен. Въпреки всичко, Дик Брейв, благодарение на дългото си присъствие на сцена му печели възрастна публика.
През 2006 г. Заша се завръща с най-новия си албум Open Water, последван от Greatest Hits (Най-доброто) в края на 2006 г.

## Дискография

### Албуми
- Dedicated to ... (1998) #4 GER
- ... You (2000) #2 GER
- Surfin' on a Backbeat (2001) #7 GER
- Dick This (2003) (as Dick Brave) #1 GER
- Open Water (2006) #7 GER
- Greatest Hits (2006) #6 GER

### Песни
| Година | Заглавие                                              | Позиция  | Позиция | Позиция   | Албум                 |
| Година | Заглавие                                              | Германия | Австрия | Швейцария | Албум                 |
| ------ | ----------------------------------------------------- | -------- | ------- | --------- | --------------------- |
| 1998   | „Wannabe Your Lover“ (Саша е представен на публиката) | 7        | 12      | 11        | Birth                 |
| 1998   | „I'm Still Waitin'“ (заедно с Йънг Диней)             | 14       | 11      | 18        | Dedicated to ...      |
| 1998   | „If You Believe“                                      | 3        | 2       | 4         | Dedicated to ...      |
| 1999   | „We Can Leave the World“                              | 10       | 8       | 8         | Dedicated to ...      |
| 1999   | „I Feel Lonely“                                       | 9        | 14      | 8         | Dedicated to ...      |
| 2000   | „Let Me Be the One“                                   | 13       | 24      | 16        | ... You               |
| 2000   | „Chemical Reaction“                                   | 29       | 39      | 32        | ... You               |
| 2000   | „Owner of My Heart“                                   | 31       | 54      | 61        | ... You               |
| 2001   | „Here She Comes Again“                                | 26       | 43      | 42        | Surfin' on a Backbeat |
| 2002   | „Turn It into Something Special“                      | 35       | -       | -         | Surfin' on a Backbeat |
| 2002   | „This Is My Time“                                     | 13       | -       | 27        | Surfin' on a Backbeat |
| 2002   | „Rooftop“                                             | 54       | -       | -         | Surfin' on a Backbeat |
| 2004   | „Take Good Care of My Baby“ (as Dick Brave)           | 35       | 52      |           | Dick This             |
| 2006   | „Slowly“                                              | 26       | 16      | 56        | Open Water            |
| 2006   | „Goodbye“                                             | 36       | -       | -         | Open Water            |
| 2006   | „Coming Home“                                         | 8        | 24      | 77        | Greatest Hits         |
| 2007   | „Lucky Day“                                           | 12       | 59      |           | Greatest Hits         |
| 2007   | „Hide & Seek“                                         | 8        | 33      | 63        | Greatest Hits         |